# Helmold I. (Schwerin)
Helmold von Schwerin (* vermutlich vor 1174; † vor 1206) war von 1185 bis 1194 Graf von Schwerin.
Er war ein Sohn von Gunzelin I.
Nach dem Tod des Vaters übernahm Helmold als ältester Sohn die Grafschaft Schwerin.
Bei Kämpfen um die Landesherrschaft im Raum Holstein, die Adolf III. (Schauenburg und Holstein) an Heinrich den Löwen verloren hatte, wurde im Mai 1190 bei Lübeck ein Heer unter der Führung Helmolds und des Grafen Bernhard II. von Ratzeburg und des welfischen Truchsesses Jordan von Blankenburg von Graf Adolf I. von Dassel geschlagen. Ein Teil der Truppen kam in der Trave um. Dem Grafen Bernhard gelang die Flucht. Dagegen wurden Graf Helmold und Truchsess Jordan gefangen genommen. Sie wurden auf die Burg Segeberg gebracht, die sich zuvor erfolgreich der Wiederherstellung der Herrschaft von Heinrichs des Löwen widersetzt hatte. Für die Freilassung musste Graf Helmold 300 Mark und der Truchsess Jordan 500 Mark Silber als Ranzion an den Grafen von Dassel zahlen. Diese Ereignisse trugen dazu bei, dass Heinrich der Löwe im Juli 1190 in Fulda mit Kaiser Heinrich VI. Frieden schloss.
1194 gab er die Grafschaft an seine Brüder Gunzelin II. und Heinrich I. ab.
Er war mit Adelheid von Woldenberg verheiratet.
Er starb wahrscheinlich schon vor 1195, da er zur Bischofswahl zu Schwerin nicht mehr als Graf erwähnt wurde.